# La vita possibile
La vita possibile è un film del 2016 diretto da Ivano De Matteo, interpretato da Margherita Buy e Valeria Golino.

## Trama
Anna, cinquantenne con un figlio di tredici anni, Valerio, scappa di casa col ragazzo da Roma per fuggire da un marito violento. Raggiunge Torino dove viene ospitata dalla sua amica Carla, attrice di teatro. Per Valerio il trauma del distacco dalla città e dagli amici, e anche dal padre, è forte. Avvertendo molto la solitudine, mentre la madre è impegnata per quasi tutto il giorno al lavoro, il ragazzo stringe amicizia con una giovane prostituta dell'Est Europa, Larissa, incontrata per caso al parco, dopo che lei lo ha aiutato dopo una sua caduta dalla bicicletta. Pur intuendo il suo lavoro, Valerio cerca di passare un po' di tempo, nelle sue lunghe giornate da solo, con Larissa che lo vede come il fratellino che non vede da anni. Ma Valerio è triste e irrequieto e inizia a odiare la madre che lo ha portato via dalla sua vita. Col tempo Valerio si farà nuovi amici con cui giocare a pallone, aiutato anche dall'amicizia con un ex giocatore, ora proprietario di una trattoria. E anche Anna comprenderà che, forse, assieme all'amica Carla, così in una famiglia allargata, potrebbe essere la vita possibile per ricominciare.

## Produzione

### Riprese
La trattoria dell'ex giocatore è la Valenza (Via Borgo Dora, 39), nella Circoscrizione 7 di Torino (quartiere Aurora).

## Promozione
La promozione del film inizia il 4 agosto 2016, con l'uscita del trailer del film e con un articolo inerente alla trama del film sul sito dell'ANSA.

## Distribuzione
Il film è stato distribuito il 22 settembre 2016 da Teodora Film.

## Riconoscimenti
- 2016 - Festival del cinema di Porretta Terme - Concorso Fuori dal giro - Premio del pubblico
- 2017 - David di Donatello
  - Candidatura per la Migliore attrice non protagonista a Valeria Golino
- 2017 - Ciak d'oro
  - Candidatura per la Migliore attrice non protagonista a Valeria Golino